# Vizitacija
Vizitacija pomeni obisk višjega nadzornega organa v cerkvah z namenom inverture (popisa invertarja) in kontrole pravnih norm, ki so predpisane.
Evangeličansko cerkveno občino pregleduje (vizitira) superintendent (v protestantskem okolju predstojnik večje cerkvene upravne enote) ali superintendentka, katoliško župnijo pa škof, oziroma pomožni škof.
Zgodovinsko je bila vizitacija najpomemnejše in najbolj učinkovito orodje za izvajanje reformacije v 16. stoletju.
Pri nadzoru je bil narejen tudi t. i. vizitacijski zapisnik, ki lahko danes tudi služi kot zgodovinski dokument.